# La Silvia
La Silvia (Silvia) es un dramma pastorale per musica en tres actos con música de Antonio Vivaldi y libreto de Enrico Bissari. Se estrenó el 28 de agosto de 1721 en el Teatro Regio Ducal de Milán con ocasión de la celebración del cumpleaños de la emperatriz romano-germánica Isabel Cristina, mujer del emperador Carlos VI de Habsburgo.

## Personajes
| Personaje | Tesitura             | Reparto del estreno, 28 de agosto de 1721 |
| --------- | -------------------- | ----------------------------------------- |
| Silvia    | soprano              | Margarita Gualandi                        |
| Elpino    | contralto (travesti) | Anna Bombaciari (o Bombaciara)            |
| Tirsi     | contralto castrato   | Giovanni Battista Minelli                 |
| Nerina    | soprano              | Anna Maria Strada                         |
| Egisto    | tenor                | Annibale Pio Fabri                        |
| Faustulo  | bajo                 | Giuseppe Montanari                        |